# Alexandria (Río Grande del Norte)
Alexandria, es un municipio del estado del Rio Grande do Norte (Brasil), localizado en la microrregión de Pau de los Ferros. De acuerdo con las estadísticas del IBGE (Instituto Brasilero de Geografía y Estadística) en el año 2009, su población era de 46.161 habitantes. Su área territorial es de 381 km².
Limita con los municipios de Pilões y Antônio Martins (norte), Juán Días (este), Teniente Ananias y Marcelino Vieira (oeste) y con la ciudad de Bom Sucesso y Santa Cruz en el Estado de Paraíba (sur).
La sede del municipio está a 6° 24’ 46” de latitud sur y 38° 00’ 57” de longitud oeste. La altitud es de 319 metros sobre el nivel del mar y la distancia por carretera hasta la capital es de 369 km.
El principal accidente geográfico es la Sierra Barriguda, con 602 m, pero el punto culminante es la Sierra de Santana, localizada en el sitio de mismo nombre.
La precipitación normal del municipio es de 762,6 mm/año. Las temperaturas medias anuales son de 33 °C (máxima), 28 °C (media) y 18 °C (mínima).

## Historia
La primera denominación de la localidad fue Barriguda. A inicios del siglo XX pasó a llamarse Alexandria en homenaje a la Sra. Alexandrina Barreto, hija del propietario de las tierras locales Domingos Velho Barreto y casada con el Dr. Joaquim Ferreira Chaves, político que ya ocupara los cargos de Senador de la República, Gobernador del estado del Rio Grande do Norte y ministro de estado.
La población de Alexandria pasó a la condición de Villa el 13 de diciembre de 1923. El municipio de Alexandria fue emancipado de Martins con la publicación del Decreto n.º 10, del 7 de noviembre de 1930.
El 24 de octubre de 1936 es aprobada y sancionada por el entonces gobernador Rafael Fernandes la Ley Estatal n.º 19, dándole la categoría de ciudad y, al mismo tiempo, trayendo de vuelta la denominación de Alexandria.

## Economía
En 2005, conforme estimaciones del IBGE, el PIB era de R$ 34,801 millones y el PIB per cápita para R$ 2.623,00.
El sector Comercial de Alexandria cuenta con varios establecimientos en las áreas de alimentación, y una importancia Red Oeste de supermercados, de prendas de vestir y calzados y de tecnología.
Ya el sector industrial está más concentrado en panificadoras, fabricación de azúcar morena, varias pequeñas industrias de prendas de vestir y calzados, y en la producción de agua purificada a través de la en presa Agua del Cielo.
Un factor preponderante para el incremento económico de la ciudad fue la llegada de los rieles de la vía de ferrocarril Mossoró-Sousa en 1951. Infelizmente las actividades del sector fueron paralisadas en 1991.